# Giełuńce
Giełuńce (lit. Gėlūnai) − wieś na Litwie, w rejonie solecznickim, 6 km na północny zachód od Podborza, zamieszkana przez 103 ludzi. 
Według inwentarza z 1775 r. Giełuńce należały do starostwa ejszyskiego w województwie wileńskim Rzeczypospolitej Obojga Narodów. 
Przed II wojną światową w Polsce, w powiecie lidzkim województwa nowogródzkiego.